# William FitzOsbern, 1. Earl of Hereford
William FitzOsbern, 1. Earl of Hereford (französisch Guillaume de Crépon, dit Fitz-Osbern; * 1020; † 22. Februar 1071), war ein Verwandter und Ratgeber von Wilhelm dem Eroberer, der zu einem der größten Gutsherrn des frühnormannischen Englands wurde. 

## Herkunft und Familie
William(e) ist die ehemalige normannische Form des Namens Wilhelm, dem französischen Guillaume entsprechend.
Er wurde als Sohn von Osbern de Crépon (Fitz = Sohn) geboren, der im Hause seines Cousins, Herzog Robert I., als Kämmerer arbeitete. Als Robert das Herzogtum seinem Sohn Wilhelm hinterließ, war Osbern einer der Wächter Wilhelms und wurde bei einem versuchten Attentat auf den jungen Herzog um das Jahr 1040 getötet. Osbern hatte Emma, eine Nichte Roberts I., geheiratet und erbte durch sie einen großen Besitz in der Normandie, nämlich die Lehen von Pacy und Breteuil. William FitzOsberns jüngerer Bruder Osbern FitzOsbern war einer der Kaplane König Eduards des Bekenners und besaß die reiche Kirche von Bosham in Sussex. Durch seine hohe Position war es ihm möglich, Informationen über Englands Militär seinem Bruder und durch diesen seinem Cousin Herzog Wilhelm zu übermitteln. Zum Dank dafür wurde er 1072 Bischof von Exeter.

## Jugend
William FitzOsbern wurde wahrscheinlich am Hofe seines Cousins Wilhelm aufgezogen und wurde wie sein Vater zu einem der herzoglichen Kämmerer. Er gehörte zu den frühesten und stärksten Befürwortern einer Invasion in England, und ihm wird nachgesagt, die Zweifler unter den normannischen Adeligen überzeugt zu haben. 

## England
Als Herzog Wilhelm die Macht in England ergriff, gab er FitzOsbern die Isle of Wight zur Verwaltung, und schon 1067 machte er ihn zum Earl of Hereford. Diese Grafschaft war jedoch bei Vergabe des Lehens noch nicht unter normannischer Kontrolle. Anscheinend sollte FitzOsbern das Gebiet selbst erobern. Für den größten Teil des Jahres 1067 kehrte der König in die Normandie zurück und hinterließ seinen Bruder Odo von Bayeux und FitzOsbern als seine Statthalter. Im nächsten Jahr begleitete er den König bei der Unterwerfung Südwestenglands und nahm am Hof des Königs im Mai teil. Danach machte er selbst einen Besuch bei seinen normannischen Lehen, wo er wegen einer Krankheit für einige Monate blieb.
Im Februar oder März des Jahres 1069 wurde die Burg in York unter FitzOsberns Obhut gestellt, doch er verließ sie schon bald, um am Hof des Königs zu Ostern teilzunehmen. Der Widerstand in den westlichen Midlands wurde 1070 endgültig gebrochen, und es ist wahrscheinlich, dass FitzOsbern einen wichtigen Teil dazu beitrug, obwohl Details unbekannt sind. Während dieser Zeit drangen FitzOsbern und seine Begleiter auf Geheiß des Königs nach Wales ein, um das Königreich Gwent zu erobern. Um die normannische Machtbasis in England und Wales auszubauen, ließ FitzOsbern als einer der größten Bauherrn dieser Phase einige Burgen, wie zum Beispiel in Carisbrooke, Chepstow, Monmouth und Wigmore, (vermutlich auch Castell Dinas)  bauen und verbesserte die Befestigung der Städte Hereford und Shrewsbury.

## Tod
1070 starb der Schwager König Wilhelms, Balduin VI. von Flandern, und ließ sein Land und seine kleinen Söhne in den Händen seiner Witwe Richilde. Der Bruder ihres Mannes Balduin, Robert versuchte jedoch, die Macht im Land zu ergreifen, und verzweifelt um Hilfe suchend, bat sie FitzOsbern die Hochzeit an. Dieser konnte der Versuchung nicht widerstehen, Graf eines reichen Landes im Heiligen Römischen Reich und nahe der Normandie zu werden, und zog mit seiner Armee nach Flandern, wo er am 22. Februar 1071 in der Schlacht von Cassel geschlagen und getötet wurde.

## Familie
FitzOsbern heiratete zuerst Adeliza, die Tochter Rogers I. von Tosny. Man nimmt an, dass er auch Gräfin Richilde kurz vor seiner Niederlage in der Schlacht von Cassel zur Frau nahm. Sein ältester Sohn Guillaume de Breteuil folgte ihm als Lehnsherr in der Normandie nach, und sein jüngerer Sohn Roger de Breteuil erbte seine Besitztümer in England und Wales. Seine Tochter Emma heiratete Ralph de Gael, den Earl of Norfolk.